# Seznam klášterů v Brně

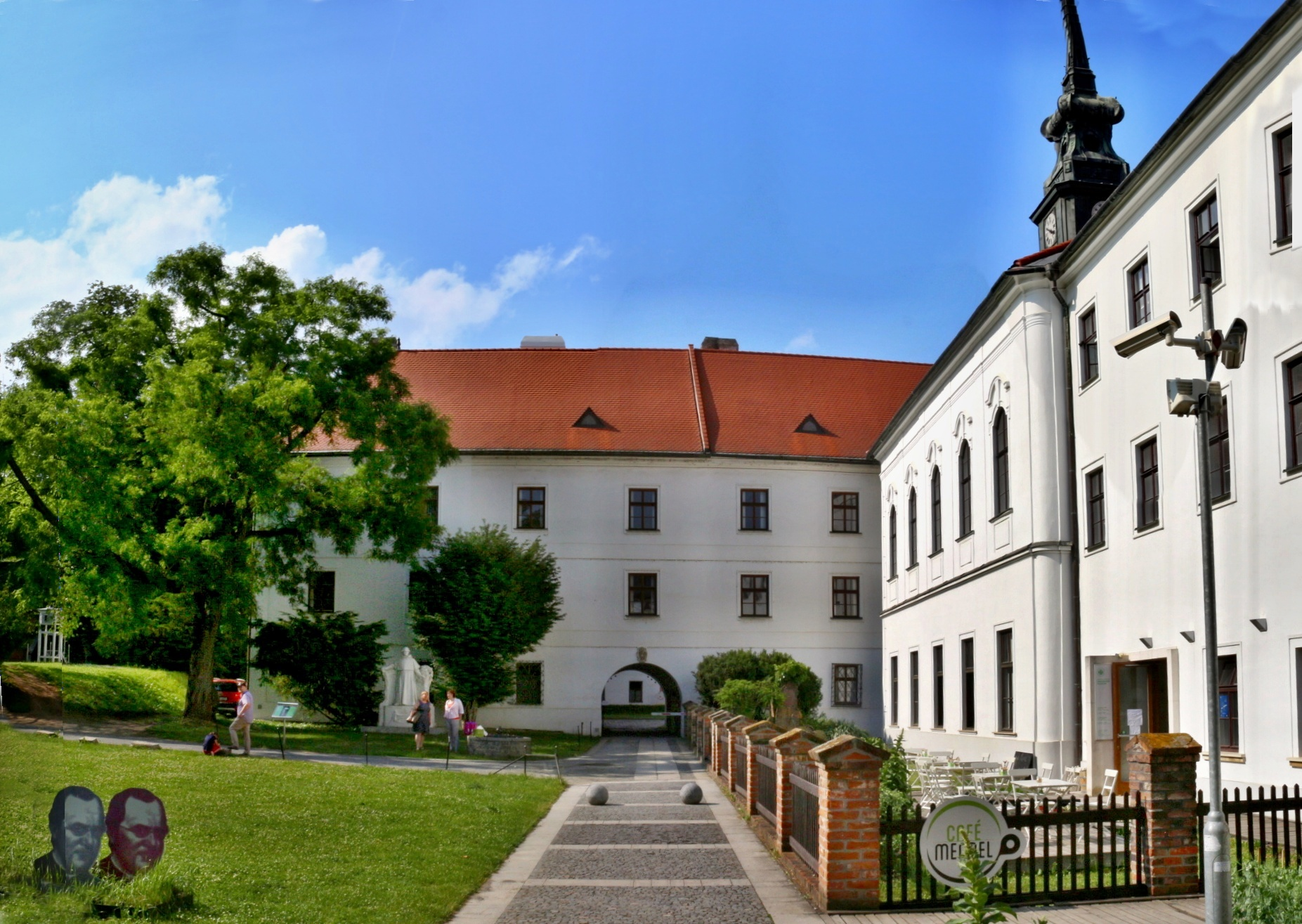
Zahradní část Starobrněnského kláštera (fotografie z roku 2017)

Seznam klášterů v Brně tvoří výčet církevních staveb klášterního charakteru na dnešním území největšího moravského města. Seznam je rozdělen do tří částí. V té první se nacházejí stavby existující, kde jsou zahrnuty jak kláštery, které fungují dodnes, tak objekty, které již náboženským funkcím neslouží, ale v minulosti sloužily jako konventy. Druhá sekce obsahuje zcela zaniklé kláštery, ze kterých se do dnešních dob nezachovalo nic, případně zůstaly pouze archeologické stopy. Poslední část seznamu popisuje dvory a rezidence, které nemají klasický klášterní charakter, ale byly v majetku církevních řádů, jež je využívaly.
V rámci těchto kapitol jsou kláštery řazeny abecedně podle běžně používaných a rozšířených názvů církevních řádů (tedy místo označení s oficiálním názvem, např. „klášter řádu bratří kazatelů“, je použito označení „klášter dominikánů“), který v té určité stavbě jako první působil. Dále je u každé stavby zmíněno umístění se zeměpisnými souřadnicemi, obrázek (pokud je dostupný), oficiální název prvního působícího řádu a stručný historický popis kláštera.
Výčet celkem 37 staveb není úplný a vychází z knihy Encyklopedie moravských a slezských klášterů (ISBN 80-7277-026-8, Libri, 2005). Hlavní autor této publikace, Dušan Foltýn, v předmluvě uvádí, že v případě klášterů založených do poloviny 19. století se jedná o kompletní seznam. Od poloviny 19. století ale vzhledem k velkému rozšíření nejrůznějších menších řádů a kongregací vzniklo velké množství nových objektů klášterního charakteru. Proto bylo u takových staveb přistoupeno k výběru nejdůležitějších klášterů s ohledem na historický význam či architekturu. Oproti této publikaci byl přidán navíc pravoslavný monastýr.

## Existující kláštery
| Název                                   | Obrázek | Umístění                                                             | Denominace                                                                             | Poznámky |
| --------------------------------------- | ------- | -------------------------------------------------------------------- | -------------------------------------------------------------------------------------- | --- |
| klášter alžbětinek                      |         | Brno-střed (Kamenná ul.) 49°11′7″ s. š., 16°35′26″ v. d.             | řád svaté Alžběty                                                                      | Alžbětinský konvent se špitálem vznikl v polovině 18. století, kdy řádu svaté Alžběty darovala hraběnka Walldorfová dům se zahradou. Ten však svou malou velikostí nevyhovoval, proto byl poblíž Svratky zakoupen pozemek pro zřízení nového kláštera. Ten byl koncem 18. století dokončen, plánovaný kostel ale postaven nebyl (je zde pouze kaple svaté Alžběty). Po roce 1950 se konvent stal součástí Charity, nacházela se zde léčebna dlouhodobě nemocných a domov důchodců, řeholnice tu však nadále mohly pracovat. V současné době zde opět existuje konvent a sestry pracují v tamním hospici. |
| klášter augustiniánů poustevníků        |         | Brno-střed (Moravské nám.) 49°11′53″ s. š., 16°36′30″ v. d.          | řád svatého Augustina (původně)                                                        | Klášter augustiniánů při kostelu Zvěstování Panny Marie a svatého Tomáše apoštola na Moravském náměstí byl vybudován ve 14. století na popud Jana Jindřicha. V následujícím století byl dále rozšiřován, koncem 15. století byl začleněn do vnitřního města pomocí městských hradeb. V 18. století byl klášter barokně přestavěn. Podle výnosu Josefa II. z roku 1783 se augustiniáni přestěhovali do prostor Starobrněnského kláštera a budovy bývalého augustiniánského kláštera připadly stavům. Dnes je část augustiniánského kláštera znám jako Místodržitelský palác a slouží potřebám Moravské galerie. |
| klášter boromejek                       |         | Brno-Líšeň (Šimáčkova ul.) 49°12′26″ s. š., 16°41′41″ v. d.          | kongregace Milosrdných sester svatého Karla Boromejského (původně)                     | Hrabě Egbert Belcredi založil v roce 1862 v Líšni nedaleko svého zámku řeholní dům sester boromejek. Původně se jednalo o prosté selské stavení, které bylo v roce 1890 přestavěno na školu. Roku 1863 nechal hrabě Belcredi ve dvoře stavení vystavět novou dvoupatrovou budovu pro sestry. Ty zde bydlely a měly zde i kapli svatého Josefa, pěstouna Páně. Boromejky zde od začátku provozovaly sirotčinec, opatrovnu, pracovnu šití a především soukromou klášterní školu. Ta byla změněna na veřejnou v roce 1908. Za druhé světové války byla škola uzavřena, poté se ale výuka znovu rozběhla. Boromejky zde působily do roku 1949, za socialismu areál rovněž sloužil mládeži. Nyní se zde nachází mateřská škola, střední zdravotnická škola, byty a komerční prostory. |
| klášter boromejek                       |         | Brno-střed (Údolní ul.) 49°11′53″ s. š., 16°35′51″ v. d.             | kongregace Milosrdných sester svatého Karla Boromejského (původně)                     | Přímo v Brně vznikl filiální dům boromejek v roce 1864 v dnešní Údolní ulici v čele Obilního trhu. Sestry zde zakoupily usedlost a provozovaly zde rodinnou školu a opatrovnu. O 10 let později zde vystavěly novou budovu (dívčí škola a později penzionát), ve které se nacházela novorománská kaple svatého Karla Boromejského, a postupně získaly i několik dalších okolních domů (jako poslední v roce 1936 původní nájemní dům č. o. 37), do kterých byl umístěn domov mládeže a azylový dům pro staré ženy. Celý areál byl těžce postižen při bombardování Brna v roce 1944, opraveny byly pouze domy č. o. 35 a 37 (tzv. Dům svatého Josefa), ostatní budovy byly strženy. Za domem č. o. 37 sestry nechaly vystavět nový domov mládeže ve funkcionalistickém stylu (1946–1949), který byl ale v roce 1949 zabrán pro učňovský ústav Zbrojovky Brno. Sestry areál definitivně opustily v roce 1950. V domech č. o. 35 a 37 se nachází v současnosti bytové i komerční prostory, volné prostranství mezi nimi vzniklé stržením klášterních budov nebylo nikdy zastavěno. Poválečná budova za domem č. o. 37 opět slouží svému původnímu účelu, tedy jako domov mládeže.                                       |
| klášter cisterciaček                    |         | Brno-střed (Mendlovo nám.) 49°11′30″ s. š., 16°35′38″ v. d.          | řád sester cisterciaček (původně)                                                      | Klášter na Starém Brně byl založen královnou Eliškou Rejčkou roku 1323 u staršího kostela Panny Marie, kterému bylo, kvůli stavbě klášterního kostela stejného zasvěcení, změněno patrocinium na svatou Annu. Klášterní areál byl dokončen koncem 14. století, za husitských válek byl poškozen. Původní klášter cisterciaček byl zrušen v roce 1782, o rok později se zde usídlili obutí augustiniáni, kteří museli odejít ze svého kláštera s kostelem svatého Tomáše. Na přelomu 18. a 19. století byl konvent doplněn o další budovy, v 19. století zde působil zakladatel genetiky Gregor Mendel. Augustiniánské opatství bylo zrušeno v roce 1950, v roce 1990 byl areál řádu navrácen a augustiniáni zde působí dodnes. |
| klášter cyrilek                         |         | Brno-střed (Bílého ul.) 49°11′57″ s. š., 16°34′55″ v. d.             | kongregace sester svatého Cyrila a Metoděje                                            | V roce 1988, tedy v době, kdy ještě působily tajně, zakoupily sestry cyrilky rodinný dům v Masarykově čtvrti poblíž svého původního kláštera. I když roku 1991 tento areál restituovaly (a zřídily zde školy), budova na Bílého ulici se roku 1991 na krátkou dobu stala hlavním domem kongregace, neboť od roku 1993 zde sídlí česká provincie kongregace. Jedná se o jednopatrový rodinný dům z 20. let 20. století obdobného stylu jako okolní zástavba čtvrti. V budově si sestry v 90. letech 20. století zřídily kapli svatého Cyrila a Metoděje. |
| klášter cyrilek                         |         | Brno-střed (Lerchova ul.) 49°12′5″ s. š., 16°34′50″ v. d.            | kongregace sester svatého Cyrila a Metoděje (původně)                                  | Takzvaná Cyrilometodějská družina, z níž se roku 1928 stala kongregace sester svatého Cyrila a Metoděje, nechala v letech 1924 a 1925 vystavět v Masarykově čtvrti ústav pro mentálně postižené děti s trojtřídní školou a mateřincem sester s kaplí (část budovy Lerchova č. o. 65 na nároží s Rudišovou ulicí). Pro založení dívčího pensionátu byl objekt v roce 1930 rozšířen o devět okenních os a boční křídlo. Sestry také založily dívčí gymnázium, jeho sousední budova (Lerchova č. o. 63) byla vystavěna roku 1935. Obě budovy byly roku 1940 zabrány jednotkami SS. Po skončení války byla činnost ústavu, pensionátu i gymnázia obnovena. V roce 1949 ale bylo gymnázium zestátněno a o rok později musely definitivně sestry odejít i s postiženými dětmi, přičemž v budově kláštera byla provozována základní škola. Kongregaci byl areál vrácen 1991, v budově č. o. 65 provozují sestry církevní základní školu, v objektu č. o. 63, kde byla roku 1997 zřízena nová kaple, církevní gymnázium a střední pedagogickou školu. |
| klášter dcer Božské lásky               |         | Brno-střed (Lidická ul.) 49°12′7″ s. š., 16°36′28″ v. d.             | kongregace dcer Božské lásky (původně)                                                 | Filiální dům (tzv. Marianum) dcer Božské lásky s kaplí Neposkvrněného početí Panny Marie v dnešní Lidické ulici byl postaven v roce 1878. Jedná se o trojkřídlou třípatrovou novorenesanční stavbu. Od roku 1931 byl součástí Mariana i objekt ženského domova (tzv. Augustinea) s kaplí svatého Augustina na dnešní třídě Kapitána Jaroše, přičemž mezi oběma stavbami se nacházela zahrada. Augustineum, které bylo vystavěno v letech 1930 a 1931, je čtyřpatrová čtyřkřídlá budova v purizujícím stylu. Po roce 1950 v Marianu sídlilo učiliště, v Augustineu vojenská bytová správa. Po sametové revoluci byly budovy navráceny kongregaci, přičemž Marianum je domovem komunity Emmanuel a v Augustineu se nachází soukromé firmy a lékaři. V letech 1995–2000 byl objekt Mariana zrekonstruován, přičemž byla obnovena kaple. |
| klášter dominikánů                      |         | Brno-střed (Dominikánská ul.) 49°11′37″ s. š., 16°36′21″ v. d.       | řád bratří kazatelů (původně)                                                          | Dominikánský klášter byl založen zřejmě mezi lety 1228 a 1230 u staršího kostela svatého Michala přemyslovským markrabětem Přemyslem. Mniši ještě ve 13. století vystavěli nový kostel, stavba křížové chodby se protáhla až do 15. století. Již od konce 13. století byly v klášteře byly pořádány zemské sněmy, koncem 16. století proto byla v prvním patře nad severní částí kláštera vystavěna stavovská soudnice, která se během desetiletí rozšířila v Zemský dům. Klášter byl přestavěn a doplněn budovami v barokním slohu, v roce 1784 byl zrušen a stalo se z něj vojenské skladiště, později kněžský seminář a v letech 1905–1950 kolej redemptoristů. V současnosti je areál kláštera využíván pro kulturní účely a jako radnice městské části Brno-střed. |
| klášter františkánek                    |         | Brno-střed (Orlí ul.) 49°11′36″ s. š., 16°36′44″ v. d.               | řeholní terciářky svatého Františka z Assisi (původně)                                 | Klášter na rohu Josefské a Orlí ulice byl společně s kostelem svatého Josefa vystavěn františkánkami ve druhé třetině 17. století na místě pěti původních domů, poté co byl jejich původní areál, nacházející se před hradbami města, zbořen před švédským obléháním v roce 1643. Klášter byl v roce 1782 zrušen, řeholnice ale vstoupily do řádu sv. Voršily, díky čemuž konvent zachránily. Při této příležitosti zde byla zřízena škola, musely být upraveny některé interiéry. Klášter byl v roce 1950 zrušen, poté zde sídlilo Technické muzeum v Brně. Po revoluci v roce 1989 budovy připadly zpět voršilkám a v současnosti jsou využívány ke komerčním účelům. |
| klášter františkánů                     |         | Brno-střed (Františkánská ul.) 49°11′32″ s. š., 16°36′41″ v. d.      | řád menších bratří (původně)                                                           | Františkánský klášter byl vystavěn ve třetí čtvrtině 17. století na místě čtyř domů, které řádu přenechalo město. Kostel svaté Máří Magdalény původně byl přestavěná synagoga, františkáni ale v polovině 17. století vystavěli nový chrám. Klášter byl zrušen v roce 1786, stalo se z něj vojenské skladiště. V letech 1912–1950 v objektu působili eucharistiáni. Nyní areál kláštera chátrá, v malé části objektu od roku 1991 sídlí petrini. |
| klášter kapucínů                        |         | Brno-střed (Kapucínské nám.) 49°11′28″ s. š., 16°36′35″ v. d.        | řád menších bratří kapucínů                                                            | Klášter kapucínského řádu vznikl na současném místě v letech 1648–1651, během dalších pěti let zde bratři vystavěli i kostel Nalezení svatého Kříže. Areál kláštera byl upraven a rozšířen v polovině 18. století, Kapucínské zahrady byly do dnešní rozlohy rozšířeny v první polovině 19. století. Klášter byl zrušen v roce 1950, po sametové revoluci byl kapucínům navrácen. |
| klášter kartuziánů                      |         | Brno-Královo Pole (Božetěchova ul.) 49°13′38″ s. š., 16°35′49″ v. d. | řád kartuziánů (původně)                                                               | Kartouza s kostelem Nejsvětější Trojice v Králově Poli poblíž Brna byla založena v roce 1375 moravským markrabětem Janem Jindřichem. Klášter byl do konce 14. století dokončen, následně ale byl poškozen požárem, husitskými válkami a boji v rámci třicetileté války. Ve druhé polovině 16. století byla postavena jižní hospodářská část, přibližně o sto let později byl kostel barokizován. Klášter byl zrušen v roce 1782 a vznikla zde kasárna. Nyní je areál v majetku VUT v Brně, nachází se zde fakulta informačních technologií. |
| klášter klarisek                        |         | Brno-sever (Zeiberlichova ul.) 49°15′24″ s. š., 16°37′25″ v. d.      | chudé sestry svaté Kláry                                                               | Volné a tajné společenství klarisek vzniklo v Brně v 80. letech 20. století. Po roce 1989 žily tyto sestry v klášteře v Německu, do mateřského města se vrátily v roce 1994. Výstavba zcela nového kláštera v brněnské čtvrti Soběšice proběhla v letech 1995–1997, kdy byl 1. listopadu vysvěcen brněnským biskupem Vojtěchem Cikrlem. Současná podoba konventu s kostelem Neposkvrněného početí Panny Marie je pouze první etapou zamýšlené stavby. |
| klášter milosrdných bratří              |         | Brno-střed (Vídeňská ul.) 49°11′6″ s. š., 16°35′45″ v. d.            | Hospitálský řád sv. Jana z Boha                                                        | Konvent milosrdných bratří společně s kostelem svatého Leopolda byl postaven po polovině 18. století u dálkové cesty z Brna do Vídně. Řeholníci se ve zdejším špitálu od počátku starali o nemocné, měli pověst přední brněnské nemocnice. V roce 1829 zde jako pacient zemřel Josef Dobrovský. Dostavby a úpravy kláštera probíhaly zejména v první polovině 19. století. V letech 1896–1898 byl přistavěn chorobinec, v letech 1933 až 1935 nová funkcionalistická nemocnice. Řeholníci zde působí dosud, samostatná nemocnice patří k nejvýznamnějším institucím tohoto druhu v Brně. |
| klášter milosrdných sester brněnských   |         | Brno-střed (Grohova ul.) 49°12′4″ s. š., 16°35′51″ v. d.             | kongregace Milosrdných sester III. řádu sv. Františka pod ochranou Svaté Rodiny v Brně | Mateřinec milosrdných sester „brněnských“ vznikl v dnešní Grohově ulici č. o. 18 v letech 1889 a 1890. Třípatrová budova s kaplí v přízemí byla postavena jako Útulek ošetřovatelek nemocných Spolkem Červeného kříže, kongregací byl odkoupen v roce 1906. V roce 1897 sestry zakoupily nájemní dům č. o. 14, kde v roce 1936 otevřely ošetřovatelskou školu. Dům č. o. 16 byl odkoupen roku 1891, následně zbořen a na jeho místě vyrostl v letech 1900–1902 kostel svaté Rodiny. Roku 1908 kongregace zakoupila pozemek, kde v roce 1927 nechala postavit Dům u Svaté Rodiny (č. o. 10 a 12). Při bombardování v roce 1944 byl areál poškozen, dům č. o. 14 musel být strhnut a na jeho místě vyrostla v letech 1947–1951 nová budova. Opraven byl rovněž kostel, který ale dostal nové průčelí sjednocené s okolními domy. Sestry zde působily do roku 1958, kdy byly vystěhovány a mateřinec byl přeměněn na internát pro žákyně zdravotnických škol. Kongregace areál získala zpět roku 1990, ještě tentýž rok byla otevřena střední zdravotnická škola, roku 1992 byl zpřístupněn opravený kostel, 1993 byl zřízen internát pro žákyně středních škol a roku 1994 se do opraveného kláštera vrátily i sestry. |
| klášter minoritů                        |         | Brno-střed (Minoritská ul.) 49°11′40″ s. š., 16°36′40″ v. d.         | řád menších bratří konventuálů                                                         | Počátky minoritského kláštera jsou značně nejasné, patrně byl založen roku 1230 Václavem I. a Janem Velenem Černohorským z Boskovic. Po vyhoření roku 1262 byl celý klášterní komplex vybudován znovu, tentokrát i s kostelem svatých Janů. Klášter byl i v následujícím století dále rozšiřován, v 15. a 16. století byl klášter v hmotné tísni, počínaje rokem 1660 začal nová přestavba kláštera v barokním duchu, byla přistavěna i loretánská kaple. V roce 1950 byl klášter zabrán komunistickým režimem; po jeho pádu se jej opět ujali minorité. |
| pracoviště piaristů                     |         | Brno-střed (Minoritská ul.) 49°11′40″ s. š., 16°36′40″ v. d.         | řád zbožných škol (původně)                                                            | V roce 1807 vznikl v Brně biskupský filosofický ústav, který za nájem sídlil v části minoritského kláštera. Od založení do školního roku 1820/1821 zde vyučovali piaristé, poté (podle původních plánů) řeholníci z několika klášterů jiných řádů (dva benediktini z Rajhradu, dva augustiniáni ze Starého Brna, jeden premonstrát z Nové Říše) a navíc jeden profesor placený ze studijního fondu. Ústav byl zrušen roku 1849. |
| klášter premonstrátů                    |         | Brno-Židenice (Lazaretní ul.) 49°12′10″ s. š., 16°37′49″ v. d.       | řád premonstrátských řeholních kanovníků (původně)                                     | Premonstrátský klášter v Zábrdovicích patřil k nejstarším konventům v Brně a okolí. Založil jej Lev z Klobouk před rokem 1209 a poblíž něj vystavěl kostel svaté Kunhuty, který sloužil řeholníkům až do vzniku klášterního kostela Nanebevzetí Panny Marie. Chrám svaté Kunhuty se poté stal výhradně farním kostelem. Klášter byl těžce poškozen za husitských válek a v česko-uherských válkách v 15. století. V 16. století byl opraven, ale prakticky zničen byl při švédském obléhání Brna v letech 1643 a 1645. Proto byl kostel i klášter nahrazen barokní novostavbou, ve druhé polovině 18. století byl přistavěn tzv. nový konvent. V roce 1784 byl klášter zrušen a do jeho areálu byla umístěna vojenská nemocnice, která zde funguje dodnes. |
| komunita salesiánů                      |         | Brno-Žabovřesky (Foerstrova ul.) 49°12′58″ s. š., 16°34′42″ v. d.    | salesiáni Dona Bosca                                                                   | Na současném místě v Žabovřeskách vybudovali salesiáni v letech 1939–1941 provizorní dřevěnou budovu oratoře s kaplí. Původní projekty totiž počítaly s rozsáhlým areálem s velkým kostelem, ty však nebyly uskutečněny. Stavba byla otevřena na konci roku 1939 a salesiáni zde působili do roku 1950, kdy museli odejít. Oratoř nadále fungovala pod vedením starších oratoriánů, nakonec ale byla uzavřena. Roku 1965 budova vyhořela a v její zachované části začala fungovat hudební škola. Pozemek i zbytek stavby byl salesiánům vrácen v roce 1990 a ti zde v roce 1994 začali stavět kostel Panny Marie Pomocnice křesťanů. Po jeho dokončení vznikl v letech 1997 a 1998 v jeho sousedství trojpodlažní komunitní dům pro řeholníky s kaplí. Roku 1999 salesiáni navíc odkoupili blízkou budovu, která původně sloužila jako mateřská školka. |
| klášter sester dominikánek              |         | Brno-střed (Veveří ul.) 49°12′3″ s. š., 16°36′0″ v. d.               | česká kongregace sester dominikánek                                                    | Sestry dominikánky sídlily původně v Brně ve Vídeňské ulici. Nedlouho po příchodu v roce 1913 se ale přestěhovaly do budovy ve Veveří ulici, kde měl být podle původních plánů zřízen útulek pro zestárlé členky kongregace. Dvoupatrový, původně nájemní dům byl postaven v roce 1884. Sestry zde zřídily kapli, školu pro mentálně postižené děti a dívčí měšťanskou školu, která ale byla roku 1921 uzavřena. Naopak ve druhé polovině 20. let zde začal fungovat pensionát pro studující dívky a od roku 1948 studentský domov. Roku 1950 ale byly sestry vystěhovány, přičemž se sem vrátily v roce 1993. Po tomto roce zde vznikla nová kaple a nadále tu funguje kolej vysokoškolaček. |
| klášter sester dominikánek              |         | Brno-střed (Vídeňská ul.) 49°10′51″ s. š., 16°35′41″ v. d.           | česká kongregace sester dominikánek (původně)                                          | Sestry dominikánky převzaly na jaře 1913 nově postavenou budovu (plánovaný útulek pro děti chudých rodin) Ochranovny bl. Zdislavy s kaplí, která byla postavena na místě bývalého hostince, jenž v roce 1910 odkoupil spolek křesťansko-sociálních žen Zdislava. Kvůli sporům kongregace s tímto spolkem se ale sestry dominikánky ještě v srpnu 1913 přestěhovaly do čtvrti Veveří, kde si zakoupily vlastní dům. Do opuštěného domu na Vídeňské ulici v září téhož roku přišly školské sestry de Notre Dame. Ty zde začaly provozovat školu a sirotčinec a působily zde až do roku 1950. Od roku 1973 v budově sídlí základní umělecká škola, přičemž v roce 2009 byl objekt rozsáhle zrekonstruován. |
| klášter školských sester vöcklabruckých |         | Brno-střed (Kamenná ul.) 49°11′1″ s. š., 16°35′31″ v. d.             | chudé školské sestry III. řádu svatého Františka (původně)                             | Útulek pro „mravné vadné“ dívky byl založen v roce 1911 za podpory brněnského biskupa Pavla Huyna. Původní sídlo bylo v dnešní Pellicově ulici v pronajaté budově, ale již v roce 1912 nechaly sestry postavit ve Štýřicích nový, dvoupodlažní dům uprostřed zahrady. Působily zde čtyři německé školské sestry vöcklabrucké, v roce 1919 je ale vystřídala česká kongregace školských sester de Notre Dame. Útulek zde existoval do roku 1951, v současnosti se zde nachází domov důchodců. |
| monastýr svaté kněžny české Ludmily     |         | Brno-sever (Vranovská ul.) 49°12′26″ s. š., 16°37′39″ v. d.          | pravoslaví                                                                             | Monastýr v Husovicích byl založen v roce 2003, mnišky se věnují zahraniční pomoci a péči o uprchlíky, z nichž zde někteří také žijí. Klášter je centrem rumunské pravoslavné farnosti Všech svatých. |

## Zaniklé kláštery
| Název                   | Umístění | Denominace                                    | Poznámky |
| ----------------------- | --- | --------------------------------------------- | --- |
| klášter dominikánek     | Brno-střed (areál mezi dnešními ulicemi Jezuitskou, Kozí, Dvořákovou a Rooseveltovou) 49°11′48″ s. š., 16°36′38″ v. d. | řeholní kanovnice svatého Augustina (původně) | V roce 1240 byl v Brně za podpory měšťana Oldřicha (Ulricha) Nigera (Schwarze) založen klášter „Cella sanctae Mariae“. První převorkou se stala Herburga, podle níž byl konvent občas nazýván jako herburský. Původně komunita zbožných žen byla někdy v letech 1240 a 1241 začleněna do církevní hierarchie v rámci řádu augustiniánek. Papež Inocenc IV. svěřil roku 1248 ochranu nad konventem dominikánům, přičemž o klášteře samotných dominikánek se hovoří od 14. století. Areál byl v roce 1279 zničen při rakouském vpádu na Moravu, poté musel být znovu vystavěn. Roku 1500 byl poničen požárem. Hospodářský i mravní stav konventu se v 16. století výrazně zhoršil, nakonec byl klášter v roce 1578 převeden do majetku jezuitů, kteří do Brna přišli o osm let dříve. Tovaryšstvo Ježíšovo zbořilo nevyhovující staré budovy a na jejich místě vyrostl do 60. let 17. století rozlehlý areál jezuitské koleje, gymnázia, semináře a nového kostela Nanebevzetí Panny Marie na místě původního. V roce 1773 byl řád zrušen, areál sloužil nejprve školským účelům, později zde byla umístěna kasárna. V roce 1904 byly při asanaci historického jádra Brna všechny stavby strženy. Zachován byl pouze kostel a portál vedoucí původně do tzv. kardinálského křídla. |
| proboštství benediktinů | Brno-jih (Černovická ul.) 49°10′33″ s. š., 16°37′27″ v. d.                                                             | řád svatého Benedikta                         | Proboštství v Komárově (tehdy v Luhu) zřídili třebíčtí benediktini asi před rokem 1130. Proboštství s kostelem svatého Jiljí zde úspěšně fungovalo až do husitských válek, kdy bylo v roce 1428 poškozeno. Následných česko-uherských konfliktů nebyl ušetřen ani mateřský klášter v Třebíči, který byl nakonec roku 1500 zrušen. Komárovské proboštství fungovalo jistý čas samostatně, nicméně nakonec v roce 1527 zcela zaniklo. Kostel zůstal zachován a dodnes má funkci farního kostela, po budovách proboštství v jeho okolí ale zůstaly pouze archeologické stopy. |
| klášter dominikánek     | Brno-střed (Pekařská ul.) 49°11′29″ s. š., 16°35′56″ v. d.                                                             | mnišky kazatelského řádu                      | Na místě dnešní nemocnice u svaté Anny vznikl ve 14. století klášter dominikánek. V roce 1312 daroval Jan Lucemburský řádu tzv. Královskou zahradu (dvůr s věží, sad a zahrada) v dnešní Pekařské ulici. Konvent byl založen před rokem 1317, stavba vlastního kláštera s kaplí (či kostelem) svaté Anny začala po tomto datu. Areál, který obepínal tři nádvoří, byl poničen při švédském obléhání v polovině 17. století, následně byl ale opraven a jeho jihovýchodní část rozšířena a přestavěna do barokní podoby. Klášter byl zrušen v roce 1782 a přeměněn nejprve na vojenskou, roku 1786 na všeobecnou nemocnici. Po roce 1863 byly původní, pro nemocnici nevyhovující budovy zbořeny a nahrazeny novostavbou (někde s částečným využitím původního zdiva). |
| klášter františkánek    | před Židovskou bránou                                                                                                  | řeholní terciářky svatého Františka z Assisi  | Komunita františkánek v Brně existovala již od třetí čtvrtiny 15. století. Zpočátku bydlely v soukromých domech, poté ve vlastním řádovém domě před Židovskou bránou (na předměstí). Teprve počátkem 17. století vznikl na stejném místě nový klášter s kostelem svatého Josefa (stavba kostela započala roku 1616), jehož výstavbu podpořil kardinál Ditrichštejn. Konvent byl poničen požárem v roce 1643, aby nemohl sloužit jako opěrný bod obléhacím švédským vojskům, definitivně byl zničen o dva roky později před dalším švédským obléháním. Řádové sestry nejprve přesídlily do Vídně, od poloviny 17. století ale začaly v Brně budovat nový klášter přímo v centru města. |
| klášter františkánů     | před Židovskou bránou                                                                                                  | řád menších bratří                            | Františkáni se v Brně usídlili v roce 1451 díky Janu Kapistránovi. Klášter s kostelem vznikl před městskými hradbami pod Petrovem u Svrateckého náhonu, někde v místech dnešní Nádražní ulice. Stavba začala roku 1452 a postupně pokračovala zřejmě až do poloviny 16. století. V konventu se často konaly provinciální kapituly řádu. Klášter byl poničen požárem v roce 1643, aby nemohl sloužit jako opěrný bod obléhacím švédským vojskům. Bratři se jej poté snažili obnovit, ale o dva roky později byl zničen definitivně, když se Brno chystalo na druhé obléhání Švédy. Františkáni si poté vystavěli nový klášter uvnitř hradeb v bývalé židovské čtvrti. |
| komenda johanitů        | Brno-střed (Pekařská ul.) 49°11′29″ s. š., 16°35′51″ v. d.                                                             | maltézský řád                                 | V nejspodnější části dnešní Pekařské ulice existovala komenda johanitů (od 16. století maltézských rytířů) s kostelem svatého Jana Křtitele a špitálem svatého Ducha. Špitál s hřbitovem by založen brněnským měšťanem Rudgerem a jeho manželkou Hodavou v roce 1238, následujícího roku mu věnoval brněnský kastelán Přibyslav z Křižanova rozsáhlý majetek. Roku 1243 přestoupil Rudger k johanitům a v sousedství špitálu tak začala výstavba vlastní johanitské komendy s kostelem. Konec špitálu i komendy přinesla třicetiletá válka a obléhání Brna Švédy v roce 1645. Areál by přeměněn na statek a řád jej nadále vlastnil. Teprve v roce 1900 jej prodal pro rozšíření sousední nemocnice u svaté Anny. |
| klášter kapucínů        | ? | řád menších bratří kapucínů                   | Původní kapucínský konvent v Brně byl prvním klášterem tohoto řádu na Moravě. Byl založen v roce 1604 za podpory olomouckého biskupa, kardinála Ditrichštejna. Umístění tohoto kláštera není jasné, dle některých pramenů byl postaven před Měnínskou bránou, podle jiných před bránou Židovskou. Stavba začala ještě v roce 1604 a o dva roky později již kardinál vysvětil klášterní kostel svatého Františka Serafínského. Klášter zanikl v roce 1645, kdy před švédským obléháním Brna byly strženy všechny budovy před městskými hradbami do vzdálenosti 600 kroků. Konvent byl následně obnoven na Uhelném trhu (dnešní Kapucínské náměstí) ve vnitřním městě. |

## Dvory a rezidence církevních řádů
| Název                        | Obrázek | Umístění                                                                     | Denominace                      | Poznámky |
| ---------------------------- | ------- | ---------------------------------------------------------------------------- | ------------------------------- | --- |
| dvůr augustiniánů            |         | Brno-střed (okolí ul. Arne Nováka) 49°12′2″ s. š., 16°35′53″ v. d.           | řád svatého Augustina           | Pozemky mezi Malou novou ulicí (dnes ul. Veveří) a Švábkou (Údolní ul.) vlastnili brněnští augustiniáni od kostela svatého Tomáše. V polovině 17. století zde vybudovali tzv. starší svatotomášský dvůr, který se nacházel přibližně v místech dnešní Filozofické fakulty Masarykovy univerzity v ulici Arne Nováka. V první polovině 18. století byla jeho zahrada obohacena o stavbu letohrádku s letní refektářem. Celý dvůr později zcela zanikl. |
| dvůr augustiniánů            |         | Brno-střed (ul. Veveří) 49°12′32″ s. š., 16°35′23″ v. d.                     | řád svatého Augustina (původně) | Brněnský klášter augustiniánů vlastnil od počátku 19. století dvůr na konci dnešní ulice Veveří. V letech 1883–1885 zde byly postaveny zcela nové objekty tzv. nového svatotomášského dvora v historizujícím slohu podle projektu Johanna Zoufala a Germana Wandersleyho. Od roku 1953 v areálu dvora sídlí jezdecký oddíl TJ Moravan Brno. |
| dvůr a rezidence cisterciáků |         | Brno-Tuřany (Saidova ul.) 49°9′3″ s. š., 16°39′11″ v. d.                     | cisterciácký řád (původně)      | Cisterciácký klášter ve Velehradě obnovil v letech 1650–1652 klášterní dvůr v Brněnských Ivanovicích, který byl poničen třicetiletou válkou. Na tuto rekonstrukci navázala v letech 1682–1686 stavba rezidence (zámku), neboť dvůr mohl být využíván pro pobyt opatů při návštěvách Brna. Projekt rezidence zpracoval Giovanni Pietro Tencalla, podle jiných zdrojů brněnský mistr Mikuláš Stumbeck, který pro velehradské cisterciáky pracoval už dříve. Zámek je jednokřídlá jednopatrová stavba s dvoupatrovým nárožním přístavkem, kde je umístěna kaple zřízená při úpravách rezidence po roce 1725. Celý areál patřil klášteru do roku 1784, kdy byl konvent ve Velehradě zrušen. Do roku 1790 byl statek majetkem náboženského fondu, poté přešel do soukromých rukou, v nichž vydržel do roku 1945, kdy byl zkonfiskován. Následně jej do roku 1992 vlastnil stát, od té doby je v majetku soukromých firem. |
| dvůr jezuitů                 |         | Brno-střed (park Lužánky) 49°12′23″ s. š., 16°36′23″ v. d.                   | tovaryšstvo Ježíšovo            | Brněnští jezuité od roku 1623 vlastnili statek Řečkovice, jehož součástí byl i Karlův dvůr na místě současného parku Lužánky. Po úpravách vlastního kostela a stavbě rezidence v Tuřanech začal v 70. letech 17. století řád rekonstruovat i tento dvůr, projektantem byl Jan Křtitel Erna. Jezuité zde vystavěli letohrádek s letním refektářem, kapli svatého Ignáce a zahradní domek. Roku 1773 ale byl řád zrušen a v roce 1786 přikázal Josef II. otevřít celý park veřejnosti. Na místě jezuitského dvora byla v polovině 19. století postavena novorenesanční budova tzv. Kasina, která existuje dosud. |
| rezidence jezuitů            |         | Brno-Řečkovice a Mokrá Hora (Palackého nám.) 49°15′7″ s. š., 16°34′55″ v. d. | tovaryšstvo Ježíšovo (původně)  | Jezuitský řád (resp. jeho brněnská kolej) získal v roce 1623 ves Řečkovice včetně tamního dvora a tvrze. Tvrz, která se stala sídlem jezuitského panství rozkládajícího se v několika okolních vsích poblíž Brna, byla upravována již v 17. století. Zásadní akce ale proběhla až v letech 1716–1718 kdy tovaryšstvo Ježíšovo postavilo novou jednopatrovou barokní rezidenci (zámek). Podle řádového archivu v Římě se ale nejednalo o novostavbu, nýbrž přestavbu původní tvrze. Rezidenci i další zboží získal v roce 1773 po zrušení jezuitského řádu studijní fond, který jej roku 1826 prodal rodině Schindlerů. Rezidence byla v polovině 30. let přestavěna na empírový zámek, později byly prováděny i novorenesanční úpravy. Dnes objekt slouží jakou radnice městské části Brno-Řečkovice a Mokrá Hora.                                                                                                   |
| rezidence jezuitů            |         | Brno-Tuřany (Tuřanské nám.) 49°8′47″ s. š., 16°40′3″ v. d.                   | tovaryšstvo Ježíšovo (původně)  | Kostel v Tuřanech u Brna byl mariánským poutním místem odedávna. To bylo obnoveno po třicetileté válce místním farářem a brněnským kanovníkem Matějem Petrášem, který sem přišel v roce 1642. V roce 1666 kostel i faru převzali jezuité z brněnské koleje. Ti zde na počátku 70. let 17. století vystavěli jižně od kostela (na návsi) vlastní rezidenci podle projektu Jana Křtitele Erny. Jedná se o jednoduchou dvoupodlažní stavbu se 14 okenními osami do náměstí. Začátkem 70. let 18. století zde působilo šest jezuitů, řád samotný ale byl v roce 1773 zrušen a rezidenci převzal studijní fond. Ten jej v roce 1826 odprodal soukromému majiteli, který budovu přestavěl na lihovar. V současnosti objekt slouží jako radnice městské části Brno-Tuřany. |